# Fatubesi (Atabae)
Fatubesi (Fatu Besi, Fatubessi, Faturesi) ist eine osttimoresische Aldeia im Suco Atabae (Verwaltungsamt Atabae, Gemeinde Bobonaro). 2015 lebten in der Aldeia 418 Menschen.

## Geographie
Fatubesi liegt im Osten des Sucos Atabae. Südlich befindet sich die Aldeia Helesu, westlich die Aldeias Saburapo und Lolocolo und nördlich die Aldeia Made Bau. Im Westen bildet der Fluss Nunura die Grenze zum Verwaltungsamt Cailaco mit seinen Sucos Purugua und Goulolo.
Am Flussufer dehnt sich die Besiedlung der Aldeia aus. Fatubesi/Nunudoi (Nunudoi) mit Kapelle und Hospital bildet das nördliche Zentrum, dem sich Aidabaracabe südlich anschließt, gefolgt von Lugu Teho, Loumate und Daarobou.

## Politik
2023 wurde Antonio Cardoso um Chefe de Aldeia gewählt.